# Ouběnice
Ouběnice är en ort i Tjeckien.   Den ligger i regionen Mellersta Böhmen, i den centrala delen av landet, 50 km söder om huvudstaden Prag. Ouběnice ligger 396 meter över havet och antalet invånare är 178.
Terrängen runt Ouběnice är platt västerut, men österut är den kuperad. Runt Ouběnice är det ganska glesbefolkat, med 42 invånare per kvadratkilometer. Närmaste större samhälle är Příbram, 11,2 km väster om Ouběnice. I omgivningarna runt Ouběnice växer i huvudsak blandskog.